# Hexatoma aurantivertex
Hexatoma aurantivertex är en tvåvingeart som beskrevs av Alexander 1963. Hexatoma aurantivertex ingår i släktet Hexatoma och familjen småharkrankar.
Artens utbredningsområde är Madagaskar. Inga underarter finns listade i Catalogue of Life.